# Nelcy Heidinger
Nelcy Lidia Heidinger Ballesteros (Pozuzo, Pasco, 3 de enero de 1974) es una cosmetóloga y política peruana. Es congresista de la república por Pasco, en reemplazo del vacado Freddy Díaz Monago, para el periodo parlamentario 2021-2026.

## Biografía
Nació en el distrito de Pozuzo, ubicado en la provincia de Oxapampa en el departamento de Pasco, el 16 de enero de 1974.
Realizó sus estudios primarios y secundarios. También tiene un estudio de cosmetología.

## Labor política
Es miembro del partido Alianza para el Progreso desde junio de 2018 y su primera participación en la política fue en las elecciones parlamentarias de 2021 como candidata al Congreso de la República encabezando la lista por Pasco. Sin embargo, no resultó elegida.

### Congresista
En enero de 2023, ante la vacancia parlamentaria al entonces congresista Freddy Díaz Monago por su condena debido a una acusación de violación, Heidinger fue convocada para ocupar el cargo y juró como congresista accesitaria para completar el periodo 2021-2026.
Durante el debate sobre la interpelación al ministro de Defensa, Jorge Chávez Cresta, por la muerte de seis soldados en el río Ilave, ubicado en Puno, Heidinger tuvo una polémica afirmación al tratar de defender al ministro diciendo que «hay muertos que valen más y muertos que valen menos».